# Fred Cavayé
Fred Cavayé (Rennes, 14 dicembre 1967) è un regista cinematografico e sceneggiatore francese.

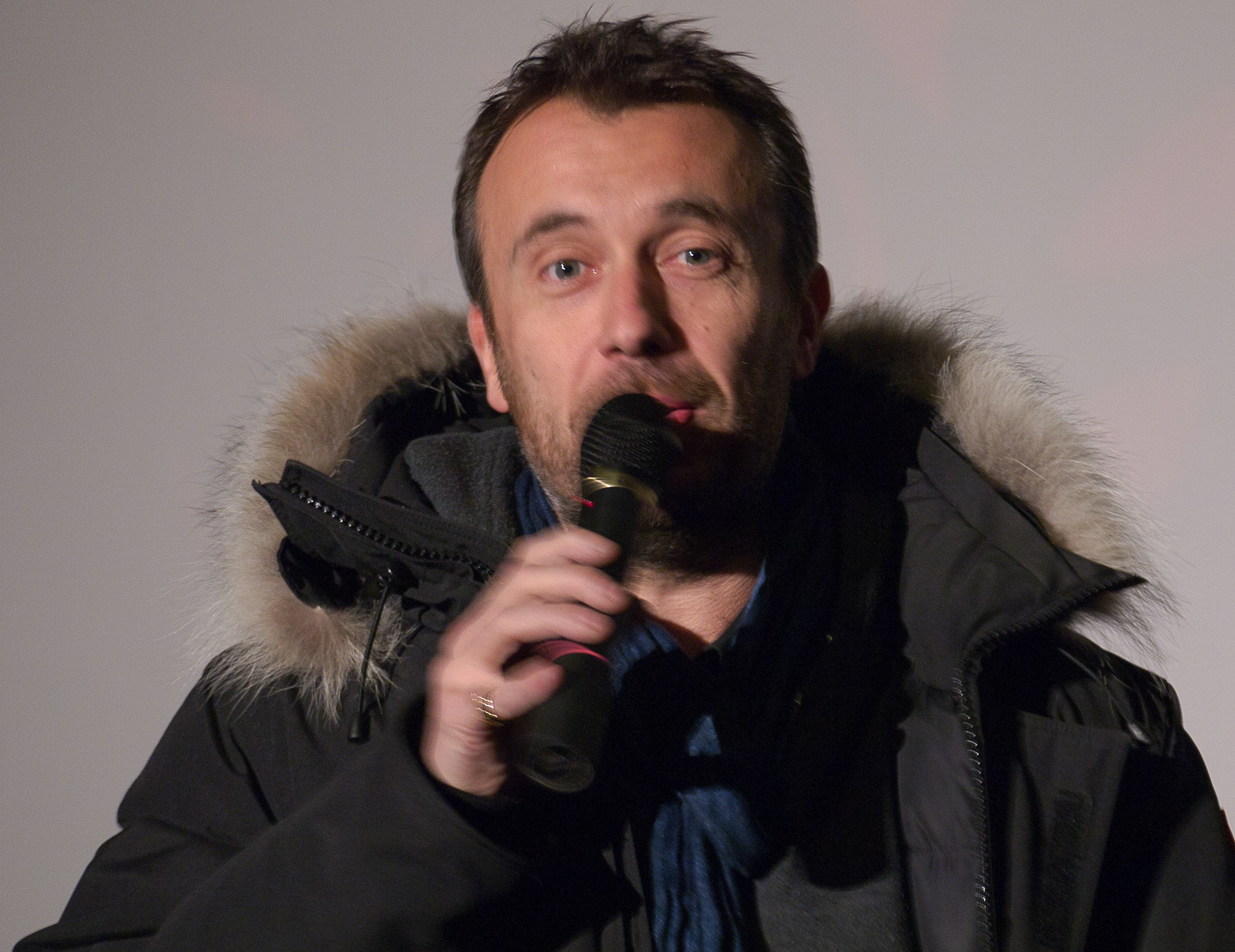
Fred Cavayé (2010)

Fred Cavaye ha lavorato come fotografo nel mondo della moda. Ha prodotto diversi cortometraggi che ottengono vari premi. Ha diretto il suo primo lungometraggio nel 2008: Anything for Her (Pour elle), nominato per il premio César per la migliore opera prima. Nel 2010 dirige Point Blank e nel 2012 un episodio de Gli infedeli.

## Filmografia

### Regista
- J - corto (1999)
- Chedope - corto (2001)
- À l'arraché - corto (2003)
- Anything for Her (Pour elle) (2008)
- La Guerre des miss (2008)
- Point Blank (2010)
- Gli infedeli (Les infidèles) (2012)
- Mea culpa (2014)
- Un tirchio quasi perfetto (Radin!) (2016)
- Addio, signor Haffmann (Adieu Monsieur Haffmann) (2022)
- Il caso Josette (Les chèvres!) (2024)

### Sceneggiatore
- J - corto (1999)
- Chedope - corto (2001)
- À l'arraché - corto (2003)
- Anything for Her (Pour elle) (2008)
- La Guerre des miss (2008)
- Point Blank (2010)
- Mea culpa (2014)
- Un tirchio quasi perfetto (Radin!) (2016)
- Addio, signor Haffmann (Adieu Monsieur Haffmann) (2022)
- Il caso Josette (Les chèvres!) (2024)